# Valcivières
 Valcivières  es una población y comuna francesa, situada en la región de Auvernia, departamento de Puy-de-Dôme, en el distrito y cantón de Ambert.

## Demografía
| 550 | 439 | 347 | 288 | 222 | 215 |
| Para los censos de 1962 a 1999 la población legal corresponde a la población sin duplicidades (Fuente: INSEE [Consultar]) |     |     |     |     |     |